# (20324) Johnmahoney
(20324) Johnmahoney (1998 HF22) – planetoida z pasa głównego asteroid okrążająca Słońce w ciągu 4,02 lat w średniej odległości 2,53 j.a. Odkryta 20 kwietnia 1998 roku.